# Pyrenaearia cantabrica
Pyrenaearia cantabrica is een slakkensoort uit de familie van de Hygromiidae. De wetenschappelijke naam van de soort is voor het eerst geldig gepubliceerd in 1873 door Hidalgo.